# Tweede Kamerverkiezingen 1977/Kandidatenlijst/GPV
Dit is de kandidatenlijst voor de Tweede Kamerverkiezingen 1977 van het Gereformeerd Politiek Verbond (GPV). De partij had een lijstverbinding met de SGP en de RPF.

## Landelijke kandidaten
- vet: verkozen
- schuin: voorkeurdrempel overschreden

1. Dr. Bart Verbrugh - 74.732 stemmen
2. Gert Schutte - 1.382
3. L. Feijen - 537
4. S.J. Sietsma - 184
5. Mr. D. Veurink - 123
6. Ir. W. Haitsma - 114
7. D. Smilde - 93
8. Ir. H. Wieringa - 160
9. Mr. P.W. Smits - 70
10. Ing. P. van Leeuwen - 114
11. Jan van der Jagt - 297
12. Drs. Aad Kamsteeg - 208
13. Jurn de Vries - 74
14. Drs. H. Galenkamp - 54
15. E. Bosma - 26
16. P. Kok - 145
17. Dr. Hans Blokland - 42
18. J. van der Kolk - 78
19. Eimert van Middelkoop - 62
20. H.P. de Roos - 52
21. Drs. Martin van Haeften - 73
22. J.A. Knepper - 26
23. Mr. E.N. Bouwman - 27
24. Mr. P.A.C. Schilder - 24
25. Ir. A.Ph. de Vries - 23

## Regionale kandidaten
De plaatsen 26 t/m 30 op de lijst waren per kieskring of stel kieskringen verschillend ingevuld.

### 's-Hertogenbosch, Tilburg, Maastricht
1. F.A.J.Th. Kalberg - 1[1]
2. A. Vreugdenhil - 5
3. Drs. J. Veenhof - 11
4. N. Padding - 2
5. G. Visser - 20

### Arnhem, Nijmegen
1. W.J.G. Basoski - 7
2. C. Jongeneel - 35
3. Drs. G. Karssenberg - 8
4. T. Schuurman - 2
5. E.J. Markerink - 11

### Rotterdam, 's-Gravenhage, Dordrecht
1. Ing. J.C. Nieuwlaat - 3[1]
2. D.J. Klamer - 27
3. C.D. Goudappel - 11
4. W. Vreeken - 7
5. T. van der Leest - 31[2]

### Leiden
1. Ing. J.C. Nieuwlaat - 1[1]
2. F.A.J.Th. Kalberg - 5[1]
3. P. Cnossen - 4[2]
4. Drs. N. Vogelaar - 11
5. T. van der Leest - 6[2]

### Amsterdam, Den Helder, Haarlem
1. H. van der Tol - 4
2. P. Cnossen - 2[2]
3. A.J. Olij - 6
4. W. de Graaf - 6[1]
5. H. de Jong - 17

### Middelburg
1. R. Meijering - 19
2. J.C. Folmer - 12
3. D. Koole - 1[1]
4. J. Kooiman - 0[1]
5. T. van der Leest - 1[2]

### Utrecht
1. J. Kooistra - 7
2. Drs. P. Hessel - 7
3. W. de Graaf - 20[1]
4. K. Nolles - 9
5. H. Koelewijn - 29

### Leeuwarden
1. G. Gerritsma - 18
2. P. Cnossen - 13[2]
3. D. Koole - 0[1]
4. W. Horinga - 4[1]
5. G. Vos - 4

### Zwolle
1. Drs. G.J. te Rietstap - 25
2. J. Meijering - 11
3. G. Spruijt - 68
4. A. van Herwijnen - 11
5. J. Kooiman - 17[1]

### Groningen
1. O. van Biessum - 23
2. H. van der Velde - 12
3. Drs. S. de Vries - 53
4. S. de Vries - 22
5. P. Boersma - 27

### Assen
1. J. Feijen - 11
2. W. Horinga - 14[1]
3. A. Veldman - 18
4. A. Heeling - 0
5. H.J. de Vries - 2

CDA · PvdA · VVD · PPR · CPN · D'66 · DS'70 · SGP · Boerenpartij · GPV · PSP · RKPN · DAC · Federatie Bejaardenpartijen Nederland · Partij van de Belastingbetalers · SP · NVU · Verbond tegen Ambtelijke Willekeur · Europese Conservatieve Unie · Lijst 18 (kieskring IX) · KENml · RPF · NMP · Lijst 22
1952 · 1956 · 1959 · 1963 · 1967 · 1971 · 1972 · 1977 · 1981 · 1982 · 1986 · 1989 · 1994 · 1998